# Valentin Sergeevič Pavlov
Valentin Sergeevič Pavlov (in russo Валентин Сергеевич Павлов?; Mosca, 27 settembre 1937 – Mosca, 30 marzo 2003) è stato un politico sovietico, primo ministro dell'Unione Sovietica dal 14 gennaio al 22 agosto 1991.

## Biografia
Entrato al Ministero delle finanze nel 1959, durante l'epoca brežneviana diventa capo dipartimento del Comitato per la pianificazione di Stato.
Michail Gorbačëv lo nomina presidente del Comitato di Stato sui prezzi.
In seguito, durante il secondo governo Ryžkov viene nominato ministro delle finanze.
Nel gennaio 1991 diventa primo ministro dell'Unione Sovietica.
Come primo ministro Pavlov vara un'importante riforma monetaria per fermare il deflusso di rubli al di fuori dell'Unione Sovietica.
Nell'agosto 1991 partecipò al tentativo di colpo di Stato contro Gorbačëv e per questo venne arrestato.
Nell'epoca post-sovietica lavorò nel settore bancario.